# Capitão Martim
Martim Todesco Adreani (Porto Alegre, 1 de janeiro de 1987), mais conhecido como Capitão Martim, é um militar da reserva da Marinha do Brasil e político brasileiro, filiado ao Republicanos. Atualmente, exerce seu primeiro mandato como deputado estadual na Assembleia Legislativa do Rio Grande do Sul.

## Biografia
Nascido em Porto Alegre em 1º de janeiro de 1987, Martim Todesco Adreani é casado e pai de uma filha. É egresso do Colégio Tiradentes e do Colégio Naval. Possui formação em Direito e Administração, além de pós-graduação em Políticas e Gestão em Segurança Pública.

## Carreira militar
Entre 2005 e 2020, Martim serviu à Nação nas Forças Especiais da Marinha do Brasil. Atuou como Mergulhador de Combate no GRUMEC, a unidade de elite da Marinha. Durante sua carreira militar, especializou-se como Sniper, Paraquedista, Especialista em Planejamento Militar e Instrutor de Tiro e Táticas Especiais.
Foi subcomandante de Equipe de Contraterrorismo durante grandes eventos, comandante de Equipe Integrada de Sniper nos Jogos Olímpicos de 2016 no Rio de Janeiro e subcomandante de Equipe de Operações Especiais durante a intervenção federal no Rio de Janeiro. Participou também de intercâmbios internacionais com unidades de elite como os Navy SEALs (EUA), Green Beret (EUA) e Marsoc (EUA), entre outros.

## Carreira política
Capitão Martim iniciou sua trajetória política em 2020, concorrendo à prefeitura de Viamão. Obteve 14.670 votos, alcançando a 4ª posição. Sua participação política foi restrita a 45 dias de campanha devido ao seu status como militar da ativa, o que o impediu de se filiar a partidos ou fazer comentários políticos em redes sociais antes do período eleitoral.
Nas eleições estaduais de 2022, já na reserva, filiou-se ao Republicanos e foi eleito deputado estadual com 29.040 votos, assumindo uma cadeira na Assembleia Legislativa do Rio Grande do Sul para a 56.ª legislatura (2023 — 2027).

### Atuação parlamentar
Na Assembleia Legislativa, Capitão Martim tem focado sua atuação em temas como segurança pública, educação, saúde e meio ambiente. É membro titular das comissões de Agricultura, Pecuária, Pesca e Cooperativismo; Segurança e Serviços Públicos; e Finanças, Planejamento, Fiscalização e Controle.
O deputado apresentou diversos projetos de lei, incluindo propostas para proibir a execução de músicas com letras que façam apologia ao crime ou ao uso de drogas em eventos financiados com recursos públicos, e um projeto que garante a identificação obrigatória de gênero em banheiros escolares. Também tem trabalhado na agilização de propostas relacionadas à prevenção e resposta a desastres naturais.
Capitão Martim também destinou emendas parlamentares para diversos municípios gaúchos, totalizando R$ 2 milhões em 2023 para 11 cidades, com foco em áreas como segurança e infraestrutura. Participa ativamente de Frentes Parlamentares, como a de Proteção e Defesa Civil.